# Municipio XIII (2001-2013)

Localisation de l'ancien Municipio sur la carte administrative de Rome avant 2013.

Le Municipio XIII est une ancienne subdivision administrative de Rome.

## Historique
En mars 2013, il est remplacé par le nouveau Municipio X sur le même territoire.

## Situation
Le Municipio s'étendait sur les bords de la côte de la mer Tyrrhénienne, au sud-ouest de la ville, sur la rive gauche du Tibre. Ses services administratifs siégeaient à Ostie.

## Démographie
Au 31 décembre 2005, il abritait 208 067 habitants.

## Subdivisions
Administrativement, le Municipio XIII était subdivisé en dix zones urbanistiques :
- 13a Malafede,
- 13b Acilia Nord,
- 13c Acilia Sud,
- 13d Casal Palocco,
- 13e Ostia Antica,
- 13f Ostia Nord,
- 13g Ostia Sud,
- 13h Castel Fusano,
- 13i Infernetto
- 13x Castel Porziano.

Le territoire comportait également trois quartieri :
- Q.XXXIII Lido di Ostia Ponente,
- Q.XXXIV Lido di Ostia Levante,
- Q.XXXV Lido di Castel Fusano,

ainsi que les huit zones :
- Z.XXVIII Tor de' Cenci (en partie),
- Z.XXIX Castel Porziano (en partie),
- Z.XXXe Castel Fusano,
- Z.XXXI Mezzocammino (en partie),
- Z.XXXII Acilia Nord,
- Z.XXXIII Acilia Sud,
- Z.XXXIV Casal Palocco
- Z.XXXV Ostia Antica.